# 언어 순화
언어 순화(言語純化) 또는 국어 순화(國語醇化)는 외래어를 가능한 한 토박이 말로 재정리하는 것이며, 비속한 말과 틀린 말을 고운 말과 표준어 및 올바른 말로 바꾸는 것, 즉 자국어를 다듬는 일을 뜻한다. 언어의 변화는 사회적 현상이어서 함부로 손을 댈 수 없으므로 국어 순화는 언어의 사회성에 위배되는 문제점이 있지만 말의 역기능을 막고 순기능을 살린다는 장점이 있다.

## 같이 보기
- 언어 순수주의
- 한국어의 언어 순수주의
- 앙글리시
- 한글전용과 국한문혼용